# VM Brasseur
V M (Vicky) Brasseur é uma escritora e palestrante no ramo de software livre e de código aberto.

## Carreira
Brasseur é diretora do Open Source Strategy do Juniper Networks e ex Vice Presidente do Open Source Initiative.
Brasseur é uma palestrante frequente em conferências de tecnologia onde ela discute problemas de gerência de comunidade e desafios tecnológicos em projetos e ambientes de código aberto, especialmente quando se conectam com o ambiente de negócios.
Brasseur escreveu vários artigos para jornais, incluindo o Linux Journal e opensource.com, onde ela também foi moderadora. Seu livro de 2018, Forge Your Future with Open Source busca ajudar novatos e começarem participar na comunidade de software de código aberto. O livro foi listado na 11ª posição no 21 Best New Software Development Books To Read In 2019 do BookAutority.

## Prêmios
Brasseur venceu o Perl White Camel Award em 2014 e o O'Reilly Open Source Award em 2016. Ela também venceu o Opensource.com Moderator's Choice Award em 2018 e 2019.

## Livro
- Brasseur, VM (10 de outubro de 2018). Forge Your Future with Open Source. [S.l.: s.n.] ISBN 978-1-68050-301-2